# Au Revoir Simone
Au Revoir Simone é uma banda de indie pop originária do bairro de Williamsburg, Brooklyn, que foi formada nos finais de 2003. A banda é constituída por três elementos, Annie Hart(vocais, teclas, percussão), Erika Spring Forster (vocais, teclas, percussão, baixo, omnichord) e Heather D'Angelo (vocais, teclas, percussão, glockenspiel, beat-box).
O nome da banda vem de um personagem secundário do filme de 1985 de Tim Burton Big Adventure de Pee-wee.

## Discografia
- Verses of Comfort, Assurance & Salvation (2006) - Edição Própria
- Bird of Music (2007) - Moshi Moshi Records
- Still Night, Still Light (2009)
- Move In Spectrums (2013)

## Friendly Fires
Na versão oficial da música Paris, do grupo inglês Friendly Fires os back vocals são cantados por elas.
Contudo, na versão Aeroplane remix para o single da mesma música, elas partem para o vocal principal.